# Tangocrisis
Tangocrisis, originalmente conocida como 020 (o zero2zero) es un grupo de rock argentino fundado en Buenos Aires. Es uno de los muy pocos grupos que introdujeron elementos de tango en un contexto rock. El grupo fue inicialmente concebido en 1999 con el nombre 020 por los músicos argentinos Max Masri y Diego S. Velázquez, quienes en algún momento adquirieron notoriedad fundando y liderando el grupo de tango electrónico Tanghetto, este último formado en agosto/septiembre 2003. 020 editó en 2002 un álbum de estudio, llamado End of Illusions. 

## End of Illusions
En 2001 Max y Diego convocaron varios músicos argentinos para producir el disco debut del grupo y comenzar la actividad en vivo. El resultado de 11 meses de sesiones de grabación fue el álbum conceptual End of Illusions, editado en diciembre de 2002. El concepto subyacente del disco fue la crisis social y económica argentina de 1999-2002.
A pesar del escaso éxito comercial debido a la imposibilidad de los miembros del grupo de mantener sus energías focalizadas en el proyecto al estar comprometidos con el entonces proyecto paralelo Tanghetto, el disco suscitó positivas críticas de periodistas especializados en Argentina y otros países de Sudamérica, particularmente debido a su original combinación de art rock y tango, así como al contenido literario de sus canciones enfocado en el comentario social y en la crítica del pensamiento de grupo y de ciertos comportamientos de masa percibidos como negativos. En distintas entrevistas miembros de 020 / Tangocrisis han reconocido diversas influencias dentro y fuera del espectro musical en cuanto al contenido de sus letras, como por ejemplo Pink Floyd, The Clash, Bob Marley, Erich Fromm, Aldous Huxley y George Orwell.
020 tocó en vivo sólo en pocas ocasiones, durante 2003 y 2004.

## Reunión en 2010 bajo el nombre Tangocrisis
En numerosos reportajes durante 2010 y 2011, Max Masri (cantante principal, co-compositor de la música y autor de las letras) mencionó que 020 estaba en proceso de una nueva identidad. El nombre elegido en esta nueva encarnación del grupo es "Tangocrisis". El nombre proviene de una canción de Tanghetto, cuyo videoclip (el primero de la banda, publicado en 2005) mostraba imágenes de la cruenta represión acaecida durante las manifestaciones populares del 19 y 20 de diciembre de 2001, tales fechas, de acuerdo con Masri "muy importantes para el desarrollo temático de nuestro primer disco, ya que inspiraron varias de las canciones".
Los nombres de los otros miembros del grupo, así como títulos de nuevas canciones o fechas tentativas de edición, permanecen sin ser reveladas aún. Según Masri, el nuevo material es "más orientado hacia el rock, hacia las canciones, respecto a 'End of Illusions', manteniendo las características tangueras que forman parte de la personalidad y de alguna hicieron única a la banda". El nuevo álbum sería editado, de acuerdo a lo expresado por Masri, "en algún momento de 2011 o 2012".

## Discografía
- End of Illusions (2002)
- Nuevo álbum de estudio todavía sin título (2011 o 2012)

- Datos: Q7683121